# Верхнее Васкозеро
Верхнее Васкозеро — пресноводное озеро на территории Кестеньгского сельского поселения Лоухского района Республики Карелии.

## Общие сведения
Площадь озера — 1,8 км². Располагается на высоте 121,3 метров над уровнем моря.
Форма озера продолговатая: оно более чем на два с половиной километра вытянуто с северо-востока на юго-запад. Берега каменисто-песчаные, преимущественно заболоченные.
С южной стороны озера вытекает безымянный ручей, впадающий в озеро Нижнее Васкозеро, через которое протекает река Пето, впадающая в реку Елеть. Последняя впадает в озеро Новое, через которое протекает река Кереть, которая, в свою очередь, впадает в Белое море.
Ближе к северному берегу озера расположен один небольшой остров без названия.
К западу и востоку от озера проходят лесные дороги.
Код объекта в государственном водном реестре — 02020000711102000002484.